# Duranta costaricensis
Duranta costaricensis là một loài thực vật có hoa trong họ Cỏ roi ngựa. Loài này được (Donn.Sm.) Standl. mô tả khoa học đầu tiên năm 1938.